# Szaranga
Szaranga (ros. Шаранга) – osiedle typu miejskiego w Rosji, w obwodzie niżnonowogrodzkim, ośrodek administracyjny rejonu szarangskiego. W 2010 liczyło 6557 mieszkańców.